# Dolichognatha kampa
Dolichognatha kampa là một loài nhện trong họ Tetragnathidae.
Loài này thuộc chi Dolichognatha. Dolichognatha kampa được miêu tả năm 2001 bởi Brescovit & Cunha.